# Донское (Светлогорский городской округ)
Донско́е (до 1946 года — Гросс-Ди́ршкайм, нем. Groß Dirschkeim) — посёлок городского типа, учитывающийся с 2018—2019 гг. как сельский населённый пункт (посёлок) в Светлогорском городском округе Калининградской области России.
На аэродроме Донское базируется 396-я отдельная корабельная противолодочная вертолётная эскадрилья авиации ВМФ России.

## География
Посёлок расположен на западной оконечности Земландского полуострова в двух километрах к югу от мыса Таран, в 30,3 км к северо-западу по прямой от областного центра, города Калининграда.

## История
Населённый пункт Диршкайм, расположенный южнее Брюстерорта, впервые упоминается в 1339 году. Населённый пункт относится к исторической области древней Пруссии именем Самбия. Название происходит от прусского «Dirse» — «красивый», «выхоленный», «тщательно выращенный», и kaym — «поле».
В Диршкайме находился герцогский дом, называемый также замком и являвшийся до 1804 года резиденцией каммерамта, в юрисдикции которого находился северо-западный морской район, простиравшийся на юге до Пальмникена, а на востоке - до Раушена.
В XVI веке маркграф Георг Фридрих, опекун герцога Альбрехта Фридриха, часто останавливался здесь, чтобы поохотиться в Варникенском лесу. К 1700 году охотничий дом обветшал, верхний этаж разобрали. После Первой Мировой войны домик, в котором сохранились мощные подвалы, ещё существовал.
В течение столетий государственная вотчина Диршкайм сдавалась в аренду. Первый известный договор аренды датируется 1584 годом. После 1804 года вотчину площадью 500 гектаров сдали в наследственную аренду. Арендатором явился один из братьев министра фон Шёна, семья которого оставалась в Диршкайме, предположительно, до 1945 года. Арендатор Фон Шён занимался овцеводством и держал отару в 1000 голов.
В 1735 году была построена двухклассная школа. Диршкаймский трактир существовал с 1373 года и назывался в своё время «У священного поля». Он тоже сдавался в наследственную аренду. В 1747 году трактир продали.
В 1910 году в Гросс Диршкайме проживало 179 человек, в 1933 году - 347 человек, в 1939 году - 653 человека.
До 1945 года Гросс Диршкайм входил в состав Восточной Пруссии, Германия. С 1945 года входил в состав РСФСР. Ныне в составе России. В 1946 году Гросс Диршкайм был переименован в Донское.
С 2007 до 2019 года являлся центром городского поселения Донское.
Донское в рамках организации местного самоуправления в составе сформированного в 2018 году Светлогорского городского округа утратил статус посёлка городского типа, став сельским населённым пунктом (посёлком) в декабре 2018 года.

## Население
| 1910  | 1939  | 2002  | 2010  | 2012  | 2013  | 2014  |
| ----- | ----- | ----- | ----- | ----- | ----- | ----- |
| 179   | ↗653  | ↗3170 | ↘2924 | ↘2911 | ↘2801 | ↗2853 |
| 2015  | 2016  | 2017  | 2018  |       |       |       |
| ↘2827 | ↘2809 | ↘2780 | ↗2795 |       |       |       |

Национальный состав
Русские — 85,8 %, украинцы — 7,6 %, белорусы — 3,2 %, татары — 0,7 %, литовцы — 0,7 %, немцы — 0,4 %. поляки — 0,2 %, остальные — 1,4 %

## Транспорт
Железнодорожная станция Донское-Новое расположена на разобранной в настоящее время ветке Светлогорск 1 — Приморск-Новый. Имеется регулярное автобусное сообщение со Светлогорском, Пионерским, Калининградом.

## Образование
- Средняя общеобразовательная школа
- Детская музыкальная школа

## Достопримечательности
- Послевоенное воинское захоронение[21][22][23]. На ноябрь 2010 года, в связи с угрозой обрушения, проводятся работы по перезахоронению военнослужащих в мемориальный комплекс в Медведевке, гражданских лиц — на светлогорское кладбище[24].
- Храм Владимирской иконы Божией Матери

Фотогалерея
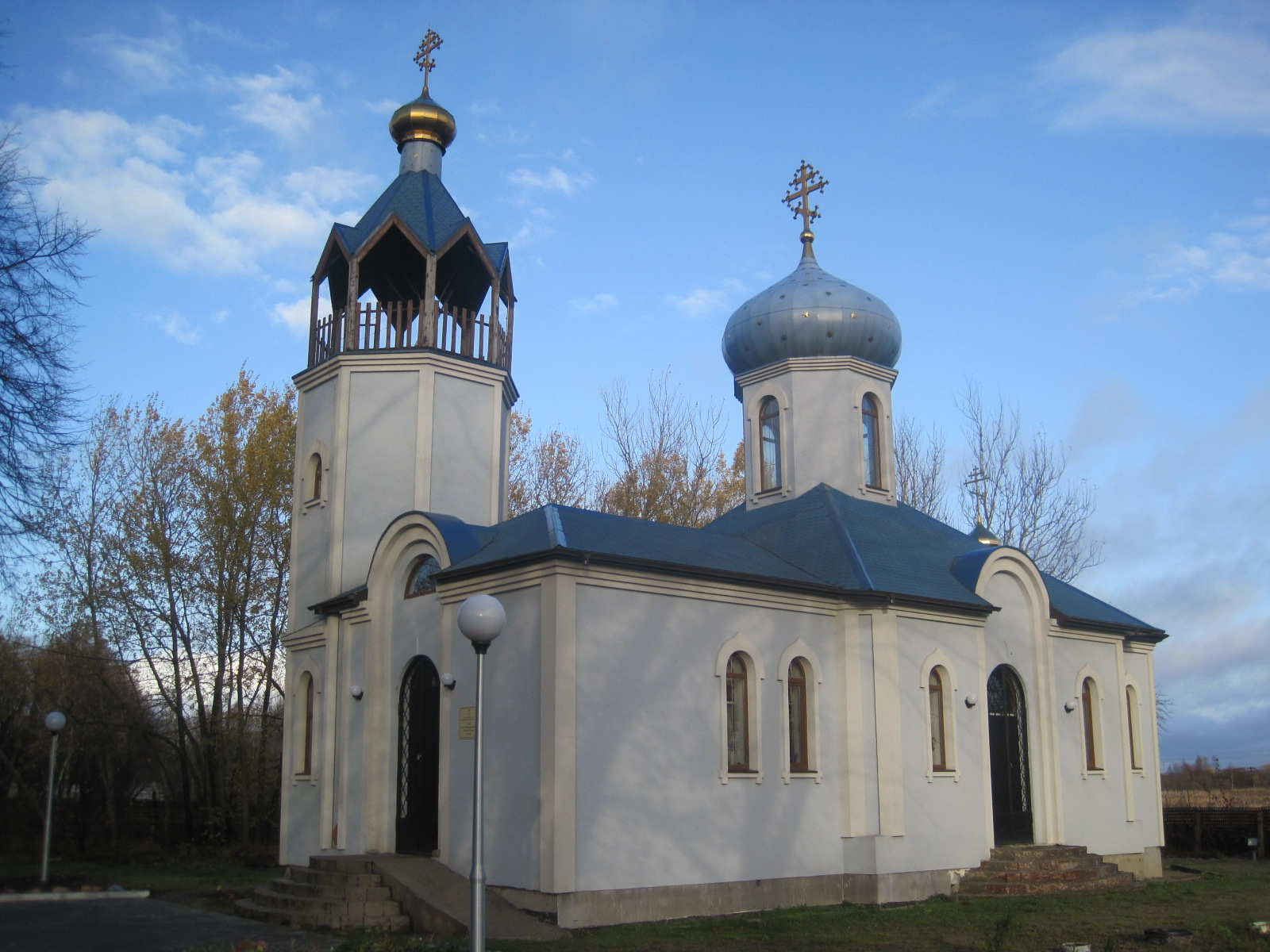
Храм Владимирской иконы Божией Матери
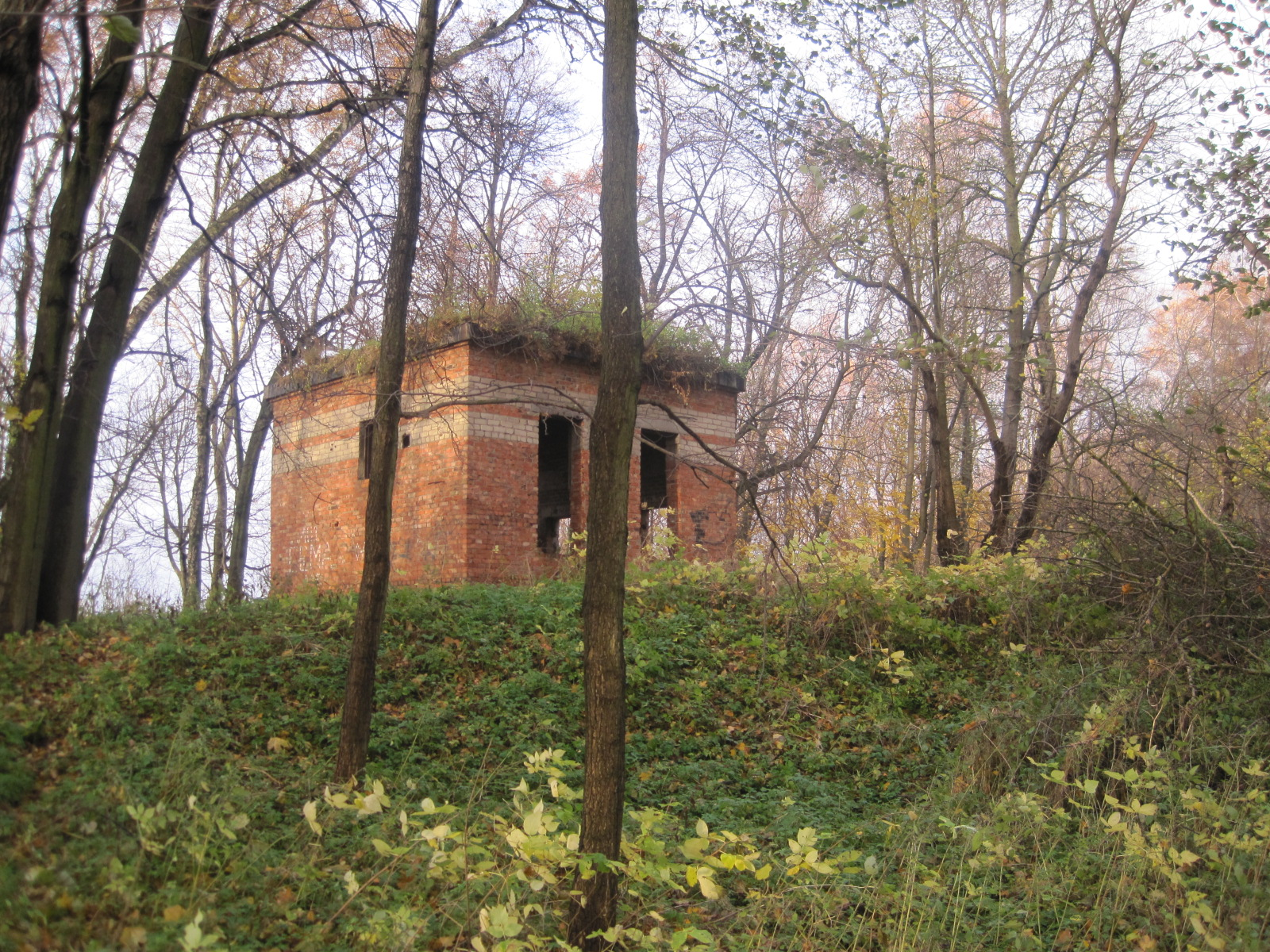
Заброшенное здание водокачки
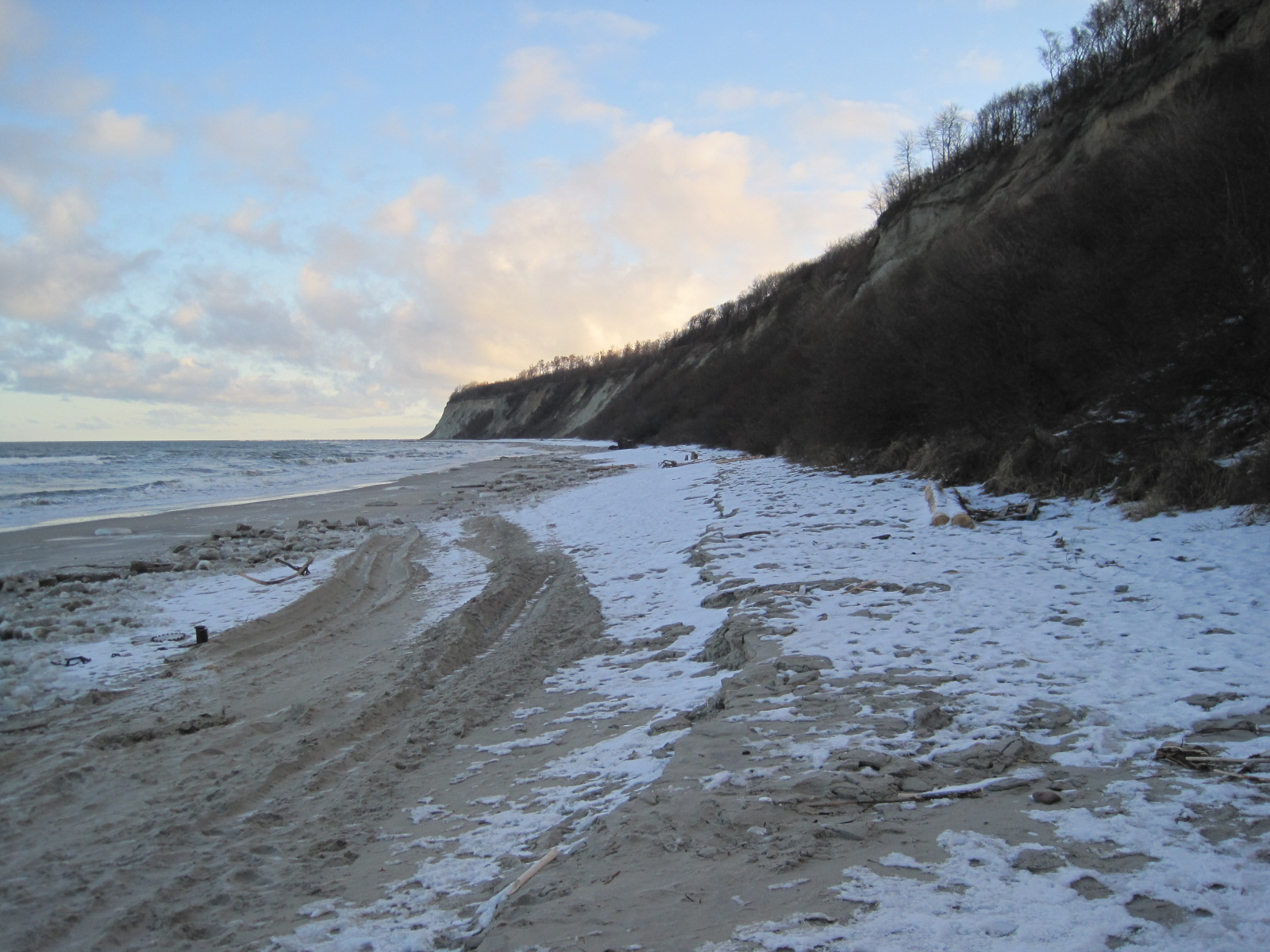
Донской пляж, вид в сторону мыса Таран
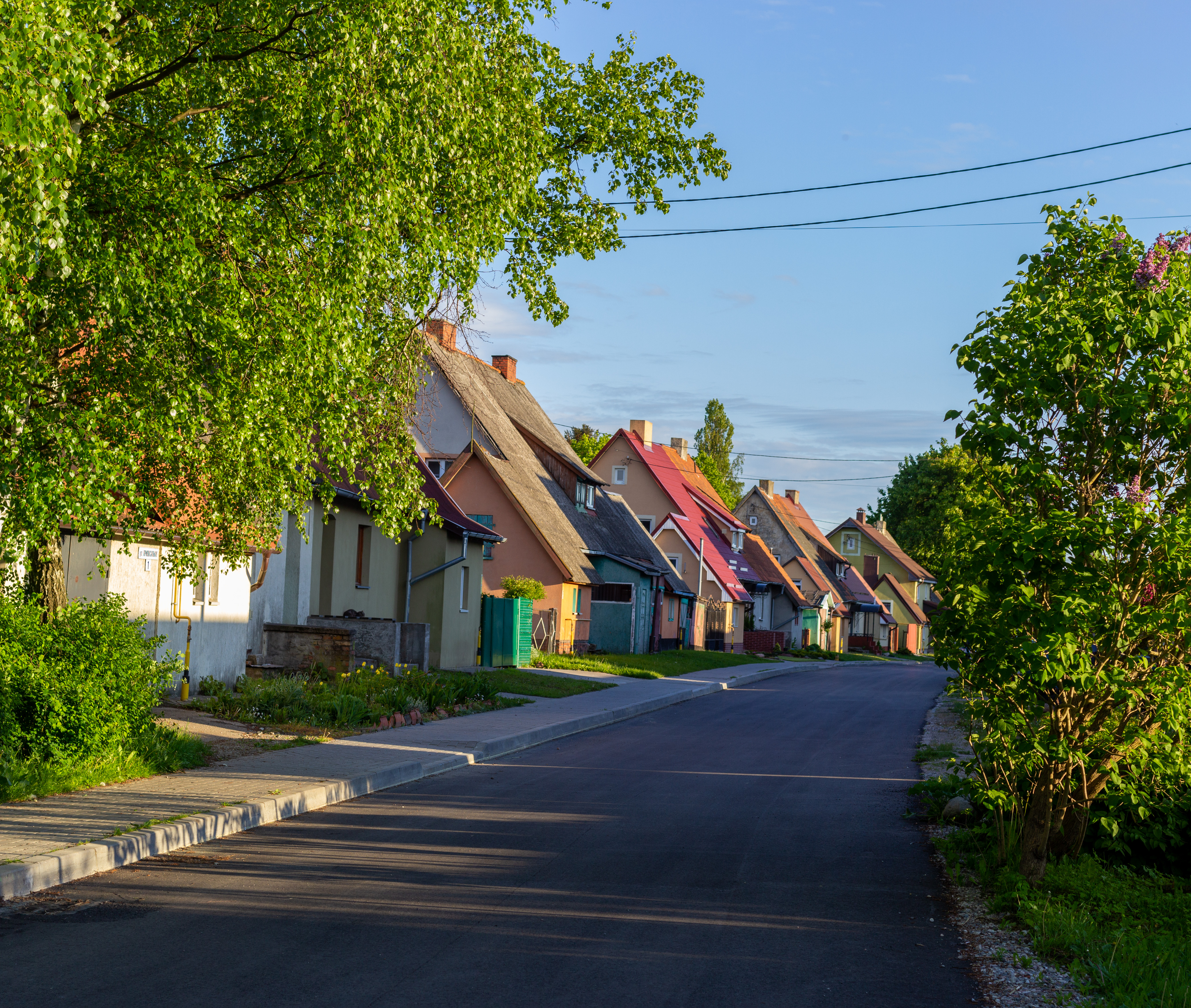
Жилые дома 30-х годов XX века.